# Au nom du père (série télévisée)
Pour les articles homonymes, voir Au nom du père.
Au nom du père (Herrens Veje) est une série télévisée danoise en vingt épisodes de 58 minutes créée par Adam Price (Borgen), et diffusée entre le 24 septembre 2017 et le 16 décembre 2018 sur Danmarks Radio.
En France et en Belgique, elle est diffusée depuis le 29 novembre 2018 sur Arte. Elle reste inédite dans les autres pays francophones.,,

## Synopsis
La série raconte la vie d'une famille danoise dont les hommes sont pasteurs depuis neuf générations à Copenhague. Le père, Johannes, brillant orateur, charismatique, fervent luthérien, dominateur, est aussi violent, alcoolique et trompe allègrement sa femme Elisabeth. Celle-ci est professeure de lettres et gère la vie sociale autour de l'impressionnant presbytère. Johannes ne décolère pas d'avoir perdu l'élection au poste d'évêque à la suite d'une position ambiguë sur l'Islam et certains propos sexistes. Sa rivale principale, Monica, est élue. L'aîné des fils, Christian, voué à être pasteur, a renoncé par manque de foi et haine de son père, il mène une vie un peu désordonnée avant de trouver sa voie lors d'un séjour dans un monastère bouddhiste au Népal. 
Le plus jeune, August, est pasteur et accepte une mission comme aumônier militaire auprès de troupes en Afghanistan. Au cours d'une mission dans un village, il tue une femme en niqab, sur ordre de son supérieur. Il revient traumatisé, culpabilisé au point de sombrer dans une dépression, son père lui interdisant de révéler ce drame et de se faire soigner d'une folie ... mystique.
Christian qui a trouvé un équilibre publie un livre sur son enfance et son expérience au Népal, son père ne le lui pardonne pas.
Elisabeth, lassée des infidélités de Johannes, de ses excès, de ses colères, tombe amoureuse d'une jeune femme hébergée au presbytère, Liv, qu'elle finira par rejoindre à Berlin. Au moment où August se jette devant un poids-lourd, la famille de Johannes semble réduite en cendres.

## Distribution
- Lars Mikkelsen (VF : Philippe Vincent) : Johannes Krogh
- Ann Eleonora Jørgensen (VF : Florence Pernel) : Elisabeth Krogh
- Simon Sears (da) (VF : Félicien Juttner) : Christian Krogh
- Morten Hee Andersen (da) (VF : Matthieu Sampeur) : August Krogh
- Fanny Louise Bernth (da) (VF : Marlène Goulard) : Émilie
- Camilla Lau (da) (VF : Sara Martins) : Amira
- Yngvild Støen Grotmol (no) (VF : Odile Cohen) : Liv
- Joachim Fjelstrup (da) : Mark
- Joen Højerslev (da) (VF : Laurent Natrella) : Svend
- Laura Bro (da) : Monica
- Patricia Schumann : Ursula
- Mathias Flint (da) : Simon
- Solbjørg Højfeldt (da) : Nete

Sources et légende : Version française (VF) selon le carton de doublage d'Arte.

## Distinctions
- International Emmy Awards 2018 : Meilleur acteur pour Lars Mikkelsen